# Kopista
Kopista – osoba, zajmująca się w średniowieczu przepisywaniem ksiąg lub dokumentów. Osoba taka mogła łączyć różne utwory i dopisywać własne fragmenty. Zdarzało się, że w ten sposób powstawały kolejne wersje tego samego tematu, a nawet zupełnie nowe dzieła. Kopistami byli mnisi.
W starożytnym Egipcie i Asyrii spełniali tę czynność wysoko cenieni zawodowi pisarze, wykształceni w szkołach istniejących przy świątyniach. W Grecji i Rzymie powierzano czynność pisania głównie niewolnikom, zw. librarii. Istnieli też nakładcy zatrudniający po kilku lub kilkunastu niewolników, przepisujących teksty z podanego wzoru.
W wiekach średnich produkcję książki rękopiśmiennej przejęły klasztory, których skryptoria były jednocześnie szkołami pisarskimi. Warsztaty pisarskie istniały też przy katedrach i kolegiatach, zatrudniając niższe duchowieństwo diecezjalne. Od XII-XIII w. w związku z powstawaniem szkół teologicznych, a zwłaszcza uniwersytetów, zaczęli się pojawiać zawodowi kopiści, trudniący się przepisywaniem dla zarobku. Masowa produkcja książek przy uniwersytetach wywołała potrzebę ułożenia dla kopistów odpowiednich przepisów i rozciągnięcia nad nimi kontroli przez wprowadzenie systemu tzw. pecji. W XIV- XV w. istniały też rzemieślnicze warsztaty pisarskie trudniące się całkowitą produkcją książki. Własnych kopistów zatrudniali panujący i możni panowie duchowni i świeccy.
W Polsce zawodowi kopiści zwani katedrales prawdopodobnie od „cathedra scribendi" (nauka pisania), znani są od początku XV w. W epoce Renesansu powstały we Włoszech szkoły kaligraficzne, kształcące świeckich kopistów w zakresie pisma humanistycznego. Tam też zawiązały się pierwsze korporacje kopistów zawodowych.